# ヘンリー・フィッツアラン＝ハワード (第15代ノーフォーク公)
第15代ノーフォーク公爵ヘンリー・フィッツアラン＝ハワード（英: Henry Fitzalan-Howard, 15th Duke of Norfolk, KG, PC、1847年12月27日 – 1917年2月11日）は、イギリスの政治家、貴族。
父が爵位を継承する1856年までマルトレイヴァース男爵（Baron Maltravers）、1856年から自身が爵位を継承する1860年までアランデル・サリー伯爵（Earl of Arundel and Surrey）の儀礼称号を使用した。

## 経歴
1847年12月27日、後に第14代ノーフォーク公爵となるアランデル伯爵ヘンリー・フィッツアラン＝ハワードとその夫人オーガスタ（海軍軍人初代ライオンズ男爵エドムンド・ライオンズの娘）の間の長男として生まれる。
幼少期には父の友人であるカトリック聖職者ジョン・ヘンリー・ニューマン（後にノーフォーク公爵家の強い後押しで枢機卿となる）から教育を受けた。
1860年11月25日に父の死去により第15代ノーフォーク公爵位とノーフォーク公爵家の世襲職である軍務伯を継承した。公位を継いだ時の年齢は13歳であった。
当初ケンブリッジ大学への進学を希望していたが、カトリックであるため断念し、代わりにグランド・ツアーに出てローマはじめヨーロッパ各地を回った。
成年になった頃からカトリック差別撤廃運動に乗り出し、若きカトリック公爵として名を馳せるようになった。優秀な青年が信仰ゆえにケンブリッジ大学やオックスフォード大学に進学できないことの弊害を訴え、両大学の門戸を開かせる活動に尽力した。またカトリックの影響が強い植民地に国教会信仰を強制しないよう訴えた。イギリスとバチカンの友好にも尽力し、ヴィクトリア女王在位50周年式典の際にはバチカン使節の受け入れに奔走し、バチカンのレオ13世聖職50周年記念式典にはイギリスからの答礼使節を務めた。
また敬虔なカトリックとして積極的にカトリック教会への寄付を行い、ノーリッジ・カシードラルはじめ12の教会を私費で建設した。
1886年にガーター騎士団ナイト（KG）に叙せられた。
貴族は貴族院に出席しないことが多いが、ノーフォーク公は貴族院に積極的に出席した。そのため1895年7月には枢密顧問官（PC）に列するとともに第3次ソールズベリー侯爵内閣の郵政長官に就任している。しかしカトリックであるノーフォーク公を閣僚に任命することには批判が根強かったという。郵政長官として、配達できなかった郵便物を無料で再配送できる制度を創設した。
ノーフォーク公爵家が莫大な土地を保有するシェフィールドにおいても名士として活躍し、1897年中には初代シェフィールド市長を務めた。また後にシェフィールド大学学長にも就任した。
55歳の時には年齢を顧みずにボーア戦争に従軍して話題となった。議会法をめぐる審議では貴族院の権限低下に強硬に反対した。
また軍務伯としてヴィクトリア女王の大葬、エドワード7世の戴冠式と大葬、ジョージ5世の戴冠式を取り仕切った。エドワード7世とジョージ5世の戴冠式はこれ以前の戴冠式とは比べ物にならないほど豪華を尽くした物となり、これ以降の豪華な戴冠式の前例となる。しかし彼の代の頃から王室関係の儀式（特に政治絡みの儀式）は大貴族ではなく政府や宮中官僚が仕切ることが増えていき、彼はしばしば倦厭されたという。ジョージ5世もノーフォーク公について「彼は本当に魅力的で、尊敬すべき人物なのだが、実務家としては全く無能だ」と評したという。
1917年2月11日に69歳で死去した。

## 財産

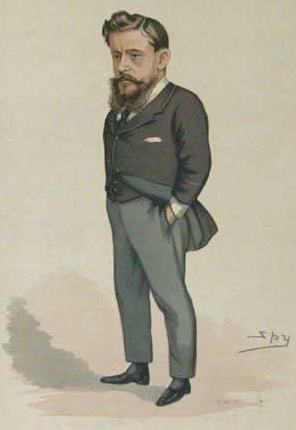
1881年10月1日の『ヴァニティ・フェア』誌に描かれたノーフォーク公の似顔絵。

ノーフォーク公の提唱で19世紀末に土地調査が実施され、それによるとノーフォーク公の所有地はヨークシャーとサセックスを中心に4万9866エーカーに及び、地代収入は年7万5596ポンドという（鉱山収入・狩猟地収入を除く）。この数字はノーフォーク公爵家が有数の大地主貴族であることを意味している。

## 栄典

### 爵位
1860年11月25日の父ヘンリー・フィッツアラン＝ハワードの死により以下の爵位を継承した。
- 第15代ノーフォーク公爵 (15th Duke of Norfolk)
(1483年6月28日の勅許状によるイングランド貴族爵位)
- 第33代アランデル伯爵 (33rd Earl of Arundel)
(1138年頃創設のイングランド貴族爵位)
- 第16代サリー伯爵 (16th Earl of Surrey)
(1483年6月28日の勅許状によるイングランド貴族爵位)
- 第13代ノーフォーク伯爵 (13th Earl of Norfolk)
(1644年6月6日の勅許状によるイングランド貴族爵位)
- 第23代マルトレイヴァース男爵 (23rd Baron Maltravers)
(1330年6月5日の議会招集令状（英語版）によるイングランド貴族爵位)
- 第13代フィッツアラン＝クラン＝オズワルデスタ男爵 (13th Baron FitzAlan, Clun and Oswaldestre)
(1627年の議会法によるイングランド貴族爵位)

### 勲章
- 1886年、ガーター勲章ナイト（KG）[6]

### 名職職その他
- 1895年、枢密顧問官（PC）[8]

## 家族

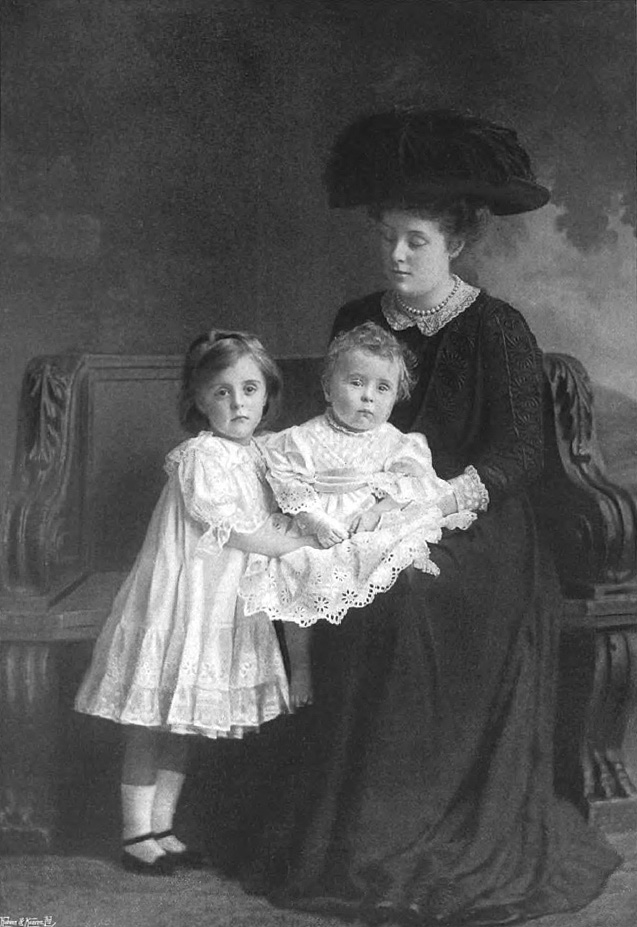
右からノーフォーク公爵夫人グヴェンドリン、次男バーナード（後の第16代ノーフォーク公爵）、長女レイチェル。

1877年にフローラ・アベニー＝ヘースティングス（初代ドニントン男爵チャールズアベニー＝ヘースティングスと第10代ラウドン女伯爵エディス・ロードン＝ヘースティングスの娘）と最初の結婚をした。結婚式は首相ベンジャミン・ディズレーリが出席したが、カトリックへの偏見が未だ根強い時代だったので、英国首相がカトリックの結婚式に出席したことは物議をかもした。
フローラの実家はプロテスタントであったが、結婚に際してフローラはカトリックに改宗している。
フローラとの間に長男アランデル伯爵フィリップ(1879-1902)を儲けたが、この長男は盲目にして精神障害者であった。ノーフォーク公は長男の介護に積極的に取り組み、やがて精神障害者介護の重要性に目覚め、精神障害者施設に多額の寄付を行うようになった。しかし結局長男は1902年に23歳にして死去した。ノーフォーク公はこれに意気消沈したという。
フローラとも1887年に死別しており、1904年に（第11代ヘリーズ卿マーマデューク・コンスタブル＝マクスウェルの娘）と再婚し、彼女との間に第16代ノーフォーク公爵となる次男バーナードや長女レイチェルなど1男3女を儲けた。